# انتون اولسن (تیرانداز)
انتون اولسن (انگلیسی: Anton Olsen; ۱۵ مهٔ ۱۸۹۷ – ۲۷ آوریل ۱۹۶۸) ورزشکار ورزش تیراندازی اهل نروژ بود.
وی در مسابقات کشوری و بین‌المللی در مجموع برندهٔ ۱ مدال برنز شده‌است.